# Saison 22 de Détective Conan
 (octobre 2024).
Chronologie
Saison 21 de Détective Conan Saison 23 de Détective Conan
La saison 22 de Détective Conan a été diffusée du 7 janvier 2017 au 23 décembre 2017 (épisodes 845 à 886) sur Nippon TV. Elle est composée de 42 épisodes.
Le quarante-quatrième opening (épisode 845 à 868) intitulé Ikusen no Meikyuu de Ikusen no Nazo wo Toite est interprété par le groupe de J-rock BREAKERZ. Le quarante-cinquième opening (épisode 869 à 886) intitulé Lie, Lie, Lie, est interprété par la chanteuse de J-pop Maki Ōguro.
Le cinquante-troisième ending (épisode 843 à 864) intitulé YESTERDAY LOVE est interprété par la chanteuse de J-Pop Mai Kuraki. Le cinquante-quatrième ending (épisode 865 à 875) intitulé Yume Monogatari est interprété par le groupe de J-rock BREAKERZ. Le cinquante-cinquième ending (épisode 876 à 886) intitulé Togetsukyō ~Kimi Omou~ est interprété par la chanteuse de J-pop Mai Kuraki.
| No | Titre français                                                                                | Titre japonais                 | Titre japonais                                 | Date de 1re diffusion |
| No | Titre français                                                                                | Kanji                          | Rōmaji                                         | Date de 1re diffusion |
| --- | --------------------------------------------------------------------------------------------- | ------------------------------ | ---------------------------------------------- | --------------------- |
| 845 | Conan, piégé dans le noir - 1re partie                                                        | 絶体絶命暗闇のコナン(前編)     | Zettai Zetsumei kurayami no Konan (zenpen)     | 7 janvier 2017        |
| 846 | Conan, piégé dans le noir - 2e partie                                                         | 絶体絶命暗闇のコナン(後編)     | Zettai Zetsumei kurayami no Konan (kōhen)      | 14 janvier 2017       |
| Conan est piégé. Il est enfermé ligoté dans une sorte de cercueil avec des cartons. Pendant qu’il tente de se libérer de ses cordes, Kogorô est appelé par l’avocat d’une riche famille. Le coffre-fort du cabinet a été forcé et son contenu dérobé : la dernière version du testament du tout juste décédé patriarche de ladite famille. |                                                                                               |                                |                                                |                       |
| 847 | L'Inspecteur Chiba et l'épineuse affaire d'Ovni - 1re partie (files : 942-944/tome : 89)      | 千葉のUFO難事件(前編)          | Chiba no yūfō nanjiken (zenpen)                | 28 janvier 2017       |
| 848 | L'Inspecteur Chiba et l'épineuse affaire d'Ovni - 2e partie (files : 942-944/tome : 89)       | 千葉のUFO難事件(後編)          | Chiba no yūfō nanjiken (kōhen)                 | 4 février 2017        |
| Kogorô est sollicité par une camarade du karaté de Ran, pour élucider un mystère concernant un OVNI. Ils finissent par rejoindre l’enquête, qui piétine, de l’agent Chiba. La coéquipière de Yumi, Naeko Miike, veille secrètement sur l’homme qu’elle aime (Cf. 624 & 659). Un peu trop diront certains. |                                                                                               |                                |                                                |                       |
| 849 | Le Mot de passe de la déclaration de mariage - 1re partie (files : 945-947/tome : 89)         | 婚姻届のパスワード(前編)       | Kon'in-todoke no pasuwādo (zenpen)             | 11 février 2017       |
| 850 | Le Mot de passe de la déclaration de mariage - 2e partie (files : 945-947/tome : 89)          | 婚姻届のパスワード(後編)       | Kon'in-todoke no pasuwādo (kōhen)              | 18 février 2017       |
| Haneda Shukichi, maître de shogi et détenteur des 7 couronnes est menacé de perdre son trône. La cause ? Il attend désespérément une réponse de la femme qu’il aime : l’agent Yumi. Celle-ci finit par comprendre le contenu de la lettre scellée de Shukichi, mais en la jetant aux ordures, c’est son concierge qui l’a récupérée. Pour en récupérer le contenu, elle doit répondre à une énigme et trouver un mot de passe. Aï fait une révélation. |                                                                                               |                                |                                                |                       |
| 851 | Tour des enfers en amoureux - Beppu                                                           | 恋の地獄めぐりツアー(別府編)   | Koi no jigokumeguri tsuā (Beppu-hen)           | 4 mars 2017           |
| 852 | Tour des enfers en amoureux - Ōita                                                            | 恋の地獄めぐりツアー(大分編)   | Koi no jigokumeguri tsuā (Ōita-hen)            | 11 mars 2017          |
| Kogorô est approché par un PDG. Sa fille vient de se rendre aux sources chaudes de Beppu, et Kogorô doit la retrouver. Une méchante histoire en lien avec son ex. Takagi, qui commence à avoir des idées derrière la tête, fuit le travail alors qu’il est en plein sur une affaire de vol à main armée. Il cherche à passer du temps avec Satô et l’emmène, lui aussi, aux sources chaudes infernales de Beppu.                                       |                                                                                               |                                |                                                |                       |
| 853 | Souvenirs du groupe de cerisiers - La petite Ran (files : 921-924/tome : 87)                  | サクラ組の思い出・蘭GIRL       | Sakura-gumi no omoide - Ran GIRL               | 18 mars 2017          |
| 854 | Souvenirs du groupe de cerisiers - Le petit Shinichi (files : 921-924/tome : 87)              | サクラ組の思い出・新一BOY      | Sakura-gumi no omoide - Shinichi BOY           | 25 mars 2017          |
| Revivez les débuts de l’histoire d’amitié et le coup de foudre entre Ran Mouri et Shinichi Kūdo alors qu’il n’était pas plus haut que 3 pommes. D’abord selon le point de vue de Ran, puis celui de Shinichi. Derrière l’histoire de la fleur de sakura, s’en cache une beaucoup plus sombre. |                                                                                               |                                |                                                |                       |
| 855 | Le Mystère de la ceinture noire disparue                                                      | 消えた黒帯の謎                 | Kieta kuroobi no nazo                          | 15 avril 2017         |
| Sonoko a le grand honneur de se rendre au dojo où s’entraîne Makotu, son amoureux. Cependant, elle ne veut pas y aller seule et Ran doit surveiller les autres enfants. Elle traîne donc de force Conan, ce qui n’est pas une mauvaise idée car le dojo aura besoin de tout l’intellect de Sonoko l’endormie pour résoudre le mystère de la ceinture noire volée. Prologue du film 21.                                                                 |                                                                                               |                                |                                                |                       |
| 856 | Le Secret d'un couple notoire                                                                 | セレブ夫婦の秘密               | Cerebu fufu no himitsu                         | 22 avril 2017         |
| Mouri et Conan découvrent non pas un mais deux cadavres. Un couple. L’affaire est simple. Le meurtrier est une meurtrière qui en voulant passer pour la victime est morte. Jusqu’à ce que Conan arrive bien sûr. |                                                                                               |                                |                                                |                       |
| 857 | Mystères et rebondissements à Beika - 1re partie                                              | 米花町二転三転ミステリー(前編) | Beika-chō nintensanten misuteri (zenpen)       | 29 avril 2017         |
| 858 | Mystères et rebondissements à Beika - 2e partie                                               | 米花町二転三転ミステリー(後編) | Beika-chō nintensanten misuteri (kōhen)        | 6 mai 2017            |
| Le matin se lève. Les oiseaux chantent. Ils vont faire une petite toilette dans une mare de Beika. Près d’eux gît le cadavre d’un homme. La trentaine. Aux côtés de Megure, Conan et Kogorô enquêtent. Très vite, l’affaire semble tourner autour d’une adaptation d’Agatha Christie. Notre petit détective Poirot saura-t-il renverser la romancière ?                                                                                                |                                                                                               |                                |                                                |                       |
| 859 | Un Obscur itinéraire alpin                                                                    | 暗闇の山岳ルート               | Kurayami no sangaku rūto                       | 13 mai 2017           |
| Les détectives Boys vont camper à la montagne sous l’égide du professeur Agasa. Au refuge, ils rencontrent 4 personnes qui viennent de se disputer, provoquant le retrait d’une femme partie, elle, camper en contrebas. Le lendemain, elle est retrouvée morte. |                                                                                               |                                |                                                |                       |
| 860 | Piégé par un moyen de défense                                                                 | 防犯システムの落とし穴         | Bōhan shisutemu no otoshiana                   | 20 mai 2017           |
| Kogorô et Conan raccompagnent une femme venue demander à Kogorô de débusquer un voleur. Arrivés à son immeuble, un homme est au sol : le voisin de la dame. Alors démarre l’enquête. |                                                                                               |                                |                                                |                       |
| 861 | Scènes de crime analogues à 17 ans d’intervalle - 1re partie (files : 948-950/tomes : 89-90)  | 17年前と同じ現場 (前編)        | 17 nen mae to onaji genba (zenpen)             | 3 juin 2017           |
| 862 | Scènes de crime analogues à 17 ans d’intervalle - 2e partie (files : 948-950/tomes : 89-90)   | 17年前と同じ現場 (後編)        | 17 nen mae to onaji genba (kōhen)              | 10 juin 2017          |
| À la suite des dernières révélations de Aï (849-50), Conan s’intéresse à la mort de Kōji Haneda. En regardant plus en profondeur, son meurtre inexpliqué ressemble à un autre qui vient d’avoir lieu. Conan et le professeur se rendent sur les lieux accompagnés de Subaru, laissant une Aï perplexe vis-à-vis de ce voisin. Des révélations sur Rum émergent.                                                                                        |                                                                                               |                                |                                                |                       |
| 863 | L'Affaire du médium détective assassiné - 1re partie (files : 951-953/tome : 90)              | 霊魂探偵殺害事件(前編)         | Reikon Tantei Satsujin Jiken (zenpen)          | 17 juin 2017          |
| 864 | L'Affaire du médium détective assassiné - 2e partie (files : 951-953/tome : 90)               | 霊魂探偵殺害事件(後編)         | Reikon Tantei Satsujin Jiken (kōhen)           | 24 juin 2017          |
| Un détective médium prétend pouvoir entrer en contact avec l’esprit de Kōji Haneda. Kogorô est invité à cette occasion, mais le médium est retrouvé mort dans sa chambre. Masumi, qui séjourne dans la chambre d’à côté avec la petite fille blonde, participe à l’enquête. Conan est en difficulté mais l’enquête se révèle instructive. L’Organisation est sur ses gardes.                                                                           |                                                                                               |                                |                                                |                       |
| 865 | Le Médisant Mainate                                                                           | 口の悪い九官鳥                 | Kuchi no Warui Kyūkanchō                       | 8 juillet 2017        |
| Une femme âgée est retrouvée morte chez elle par son neveu juste à côté du terrain où s’entraînent Genta, Conan et Mitsuhiko. Trois suspects auraient pu étrangler cette femme, mais il semble bien que ce soit un mainate qui soit la clé de l’affaire. |                                                                                               |                                |                                                |                       |
| 866 | Scène de trahison - 1re partie (files : 954-957/tome : 90)                                    | 裏切りのステージ(前編)         | Uragiri no Sutēji (Zenpen)                     | 15 juillet 2017       |
| 867 | Scène de trahison - 2e partie (files : 954-957/tome : 90)                                     | 裏切りのステージ(後編)         | Uragiri no Sutēji (Kōhen)                      | 22 juillet 2017       |
| L’indice découvert par Conan et Akai, alias Subaru, semble trouver une suite dans un texte prochainement révélé d’un chanteur. L’Organisation envoie Bourbon et Vermouth se débarrasser du chanteur, mais sur place, Sonoko et Ran sont présentes avec dans leur bagage Conan et Subaru. Bourbon doute toujours de l’identité de Subaru. Des révélations sur le passé qui unit Akai à Bourbon. Ran se souvient d’un détail.                            |                                                                                               |                                |                                                |                       |
| 868 | Librairie ancienne et sifflet de train                                                        | 汽笛の聞こえる古書店           | Kiteki no Kikoeru Kosho-ten                    | 29 juillet 2017       |
| Les enfants aident un vieux monsieur à rapporter chez lui des livres d’occasion, L’homme est propriétaire d’une libraire d’occasion, et son fils cherche à ce qu’il arrête avant le surmenage. Quelques jours plus tard, alors que les enfants sont dans un parc, les étagères de la librairie s’effondrent sur le vieil homme. |                                                                                               |                                |                                                |                       |
| 869 | La Disparition de Conan au bord d'une falaise - 1re partie                                    | 断崖に消えたコナン(前編)       | Dangai ni Kieta Konan (Zenpen)                 | 5 août 2017           |
| 870 | La Disparition de Conan au bord d'une falaise - 2e partie                                     | 断崖に消えたコナン(後編)       | Dangai ni Kieta Konan (Kōhen)                  | 12 août 2017          |
| Un groupe d’homme cagoulés pillent une maison et lui déclenche son incendie. Au cours du vol, les 3 résidents - un couple et une lycéenne - sont abattus par arbalète ce qui dégoûte un des voleurs. Celui-ci réussit à fuir, blessé au bras par un carreaux d’arbalète. Conan va tenter de l’aider, et il prendra tous les risques. |                                                                                               |                                |                                                |                       |
| 871 | L'Affaire Nobunaga 450                                                                        | ノブナガ四五〇事件             | Nobunaga Yon Gō Maru Jiken                     | 2 septembre 2017      |
| Le professeur Agasa et les enfants sont venus faire du tourisme et participer aux célébrations de 450 ans de la prise du château de Gifu par Nobunaga Oda. Là, Mitsuhiko rencontre ses stars : les nobunagaizers. Alors qu’il va faire signer son album souvenir, Mitsuhiko disparaît. |                                                                                               |                                |                                                |                       |
| 872 | Conan, Heiji et la légende du Nue - 1re partie : le cri (files : 958-962/tomes : 90-91)       | コナンと平次の鵺伝説 (鳴声編)  | Konan to Heiji no Nue Densetsu (Nakigoe-hen)   | 9 septembre 2017      |
| 873 | Conan, Heiji et la légende du Nue - 2e partie : les griffures (files : 958-962/tomes : 90-91) | コナンと平次の鵺伝説 (爪跡編)  | Konan to Heiji no Nue Densetsu (Tsume Ato-hen) | 16 septembre 2017     |
| 874 | Conan, Heiji et la légende du Nue - 3e partie : la résolution (files : 958-962/tomes : 90-91) | コナンと平次の鵺伝説 (解決編)  | Konan to Heiji no Nue Densetsu (Kaiketsu-hen)  | 23 septembre 2017     |
| Heiji et Kazuha débarquent à l’agence Mouri et avec eux une nouvelle affaire. Le maire de Yadori leur a demandé de trouver le trésor de Tokugawa. Sur place, l’histoire du trésor se fait supplanter par celle d’un monstre légendaire, le Nue, aperçu par un chercheur de trésor 16 ans auparavant. Bien que les morts s’enchaînent, Heiji semble plus préoccupé par Kazuha.                                                                          |                                                                                               |                                |                                                |                       |
| 875 | L'étrange statue bouddhique prophétique                                                       | 不思議な予知仏像               | Fushigi na Yochi Butsuzō                       | 30 septembre 2017     |
| Un temple bouddhiste fait appel aux services du célèbre détective Mouri. Une statuette de Kannon est retournée régulièrement ce qui est signe de malheur. Peu de temps après, le supérieur du temple est assassiné. |                                                                                               |                                |                                                |                       |
| 876 | Le Témoin mécanique                                                                           | 機械じかけの目撃者             | Kikaijikake no Mokugeki-sha                    | 7 octobre 2017        |
| Le gérant d’une entreprise de high-tech se plaint de vol et demande à Kogorō de débusquer le coupable. Kogorō pense l’avoir trouvé mais celui-ci se fait assassiner. Conan enquête sur ce mystère, dont le seul témoin est sa petite souris. |                                                                                               |                                |                                                |                       |
| 877 | Destins croisés                                                                               | 交差する運命の二人             | Kōsa Suru Unmei no Futari                      | 14 octobre 2017       |
| Un homme s’enfuit d’une maison. Sur la route, il rentre dans Genta qui se met à le poursuivre sans succès. Les détectives boys sont là à la rescousse et surnomment - pour plus de praticité - le fauteur de trouble « Gonta » (gonbei + Genta). Gonta vs Genta, qui vaincra ? Surtout que des Gonta, il y en a plusieurs. |                                                                                               |                                |                                                |                       |
| 878 | L'Angle mort de la cabine - 1re partie (files : 969-971/tomes : 91-92)                        | 試着室の死角(前編)             | Shichakushitsu no Shikaku (Zenpen)             | 28 octobre 2017       |
| 879 | L'Angle mort de la cabine - 2e partie (files : 969-971/tomes : 91-92)                         | 試着室の死角(後編)             | Shichakushitsu no Shikaku (Kōhen)              | 4 novembre 2017       |
| La résolution du mystère entourant Masumi Serra prend forme. En toile de fond, c’est un meurtre dans une cabine d’essayage après un défilé de bikini qui occupera nos deux détectives. |                                                                                               |                                |                                                |                       |
| 880 | Les Detectives Boys et le manoir hanté                                                        | 探偵団と幽霊館                 | Tantei-dan to Yūrei-kan                        | 11 novembre 2017      |
| Les détectives juniors s’abritent de la pluie dans un manoir. Là, ils apprennent que le fantôme d’une vieille dame vient rendre visite à son mari et menace de révéler la vérité sur son accident. |                                                                                               |                                |                                                |                       |
| 881 | Le Magicien des vagues - 1re partie (files : 972-974/tome : 92)                               | さざ波の魔法使い(前編)         | Sazanami no Mahōtsukai (Zenpen)                | 18 novembre 2017      |
| 882 | Le Magicien des vagues - 2e partie (files : 972-974/tome : 92)                                | さざ波の魔法使い(後編)         | Sazanami no Mahōtsukai (Kōhen)                 | 25 novembre 2017      |
| En sortant du magasin dont il vient de résoudre l’affaire (Cf. 878-79), Conan se remémore un vieux souvenir de 10 ans. Lors d’un après-midi à la plage, Conan, Ran et Yukiko Kūdo font la connaissance d’une famille d’étrangers. Aux côtés d’un étudiant américain, Conan résout une enquête. Avec ce souvenir, Conan se remémore qui est Masumi, la petite-fille blonde et séduit certain de ses liens familiaux. D’autres mystères émergent.        |                                                                                               |                                |                                                |                       |
| 883 | Le Poseur de bombes sorti d'un livre - 1re partie                                             | 絵本から飛び出す爆弾魔(前編)   | Ehon Kara Tobidasu Bakudan Ma (Zenpen)         | 2 décembre 2017       |
| 884 | Le Poseur de bombes sorti d'un livre - 2e partie                                              | 絵本から飛び出す爆弾魔(後編)   | Ehon Kara Tobidasu Bakudan Ma (Kōhen)          | 9 décembre 2017       |
| Un braqueur de banque et poseur de bombe met au défi Kogorō. À travers un livre pour enfant, le détective doit répondre à des énigmes pour éviter que plusieurs bombes n’explosent un peu partout en ville, |                                                                                               |                                |                                                |                       |
| 885 | Résolution d'énigme au café Poirot - 1re partie (files : 981-983/tomes : 92-93)               | 謎解きは喫茶ポアロで(前編)     | Nazotoki Wa Kissa Poaro De (Zenpen)            | 16 décembre 2017      |
| 886 | Résolution d'énigme au café Poirot - 2e partie (files : 981-983/tomes : 92-93)                | 謎解きは喫茶ポアロで(後編)     | Nazotoki Wa Kissa Poaro De (Kōhen)             | 23 décembre 2017      |
| Heiji et Kazuha viennent pour admirer des illuminations. Forcés d’attendre au café Poirot, Heiji et Conan sont témoins d’un meurtre dont la victime vient d’une troupe de théâtre et avait visiblement beaucoup d’ennemi. Dans le café, Conan remarque un type suspect, vêtu de noir. Heiji réussira-t-il enfin (Cf. 872-874) à déclarer sa flamme ?                                                                                                   |                                                                                               |                                |                                                |                       |